# أوسكار غوستافسون
أوسكار غوستافسون (بالسويدية: Oscar Gustafsson)‏ (25 سبتمبر 1889 - 1 يناير 2000) هو لاعب كرة قدم سويدي في مركز الدفاع، شارك في الألعاب الأولمبية الصيفية 1912. وشارك مع منتخب السويد لكرة القدم. أما مع النوادي، فقد لعب مع نادي يورغوردينس.

## وصلات خارجية
- أوسكار غوستافسون على موقع قاعدة بيانات كرة القدم.إي يو (الإنجليزية)
- أوسكار غوستافسون على موقع ناشيونال فوتبول تيمز (الإنجليزية)
- أوسكار غوستافسون على موقع أوليمبيديا (الإنجليزية)